# Seydou Conté
Seydou Conté es un diplomático guineano retirado.
- De 1957 a 1959 fue cirujano (último jefe médico) a los hospitales de Dakar y Conakry.
- Del 16 de noviembre de 1959 al 10 de mayo de 1961 fue embajador en Moscú en la Unión Soviética. El 05 de marzo de 1960 buscó Agrément en Berlín Este.[1]
- Del 10 de mayo de 1961 10 de mayo de 1961 al 21 de febrero de 1963 fue Embajador en Washington D. C..[2]
- Del 21 de febrero de 1963 a 1967 fue Ministro de Educación.
- De 1967 a 1972 fue Ministro de Justicia de Guinea.
- A partir de 1972 fue otra vez médico y profesor universitario en Conakry.[3]